# DOCUMENTA (13)

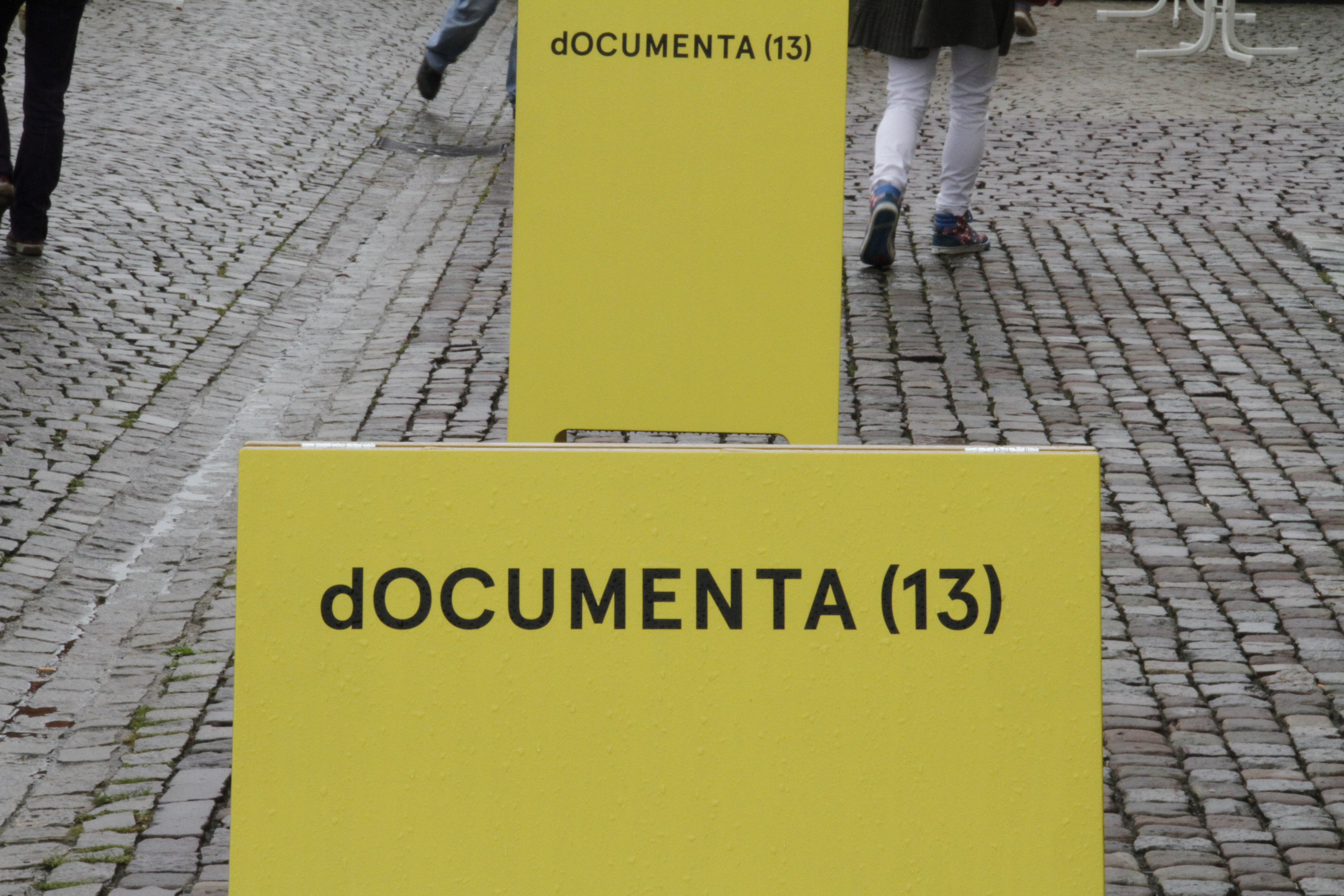
Skylt framför Fridericianum

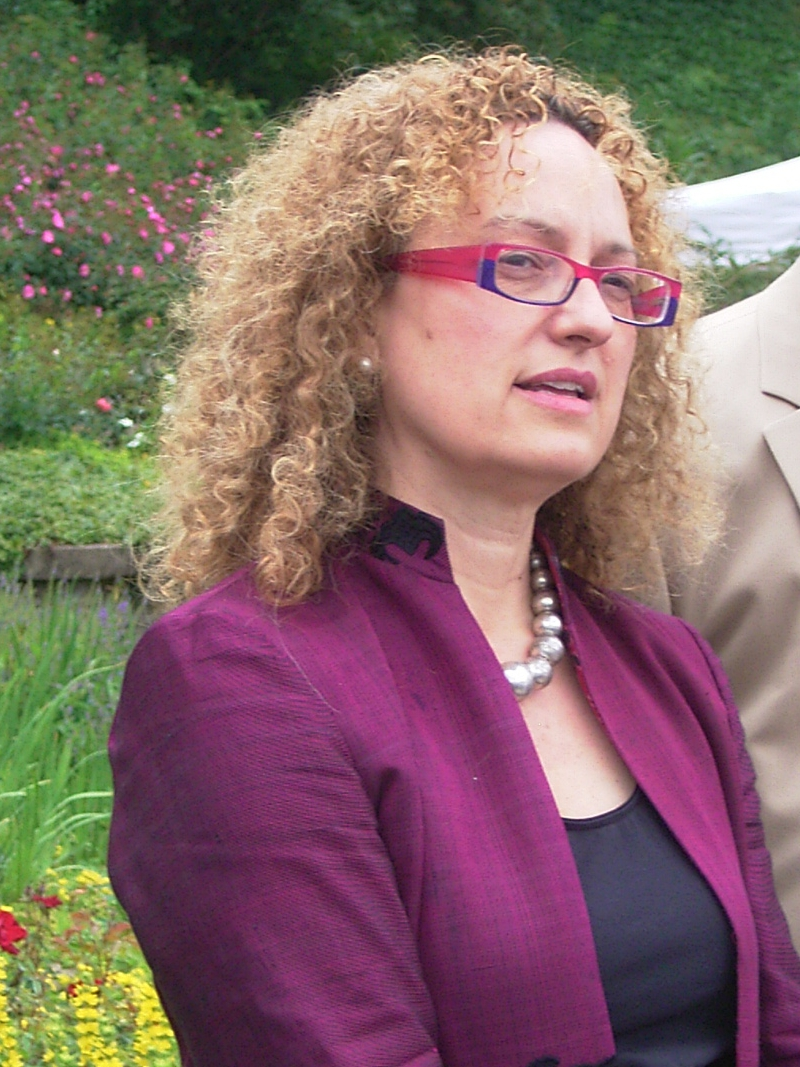
Kuratorn Carolyn Christov-Bakargiev

dOCUMENTA (13) var den trettonde documenta-utställningen i Kassel i Tyskland, en internationell utställning av samtidskonst. Utställningen, som genomfördes mellan den 9 juni och 16 september 2012, hade 904 992 besökare i Kassel.
Tema för dOCUMENTA (13) var Sammanbrott och återuppbyggnad. Kurator för utställningen var amerikanskan Carolyn Christov-Bakargiev. Den grafiska gestaltningen för den trettonde documenta-utställningen utformades av företaget Leftloft. 
Ungefär 300 personer och grupper deltog i utställningen, varav 187 var konstnärer och övriga är författare, filmare, forskare eller annat. Bland deltagarna fanns Matias Faldbakken från Norge, Tamara Henderson från Sverige, Erkki Kurenniemi från Finland och Hannah Ryggen från Norge.

## Deltagare i urval
- Etel Adnan (född 1925)
- Arjun Appadurai (född 1949)
- Ida Applebroog (född 1929)
- Doug Ashford (född 1958)
- Kader Attia (född 1970)
- Julie Ault (född 1957)
- Massimo Bartolini (född 1962)
- Franco Berardi Bifo (född 1949)
- Alighiero Boetti (1940-94)
- Bruno Bosteels (född 1967)
- Mariana Castillo Deball (född 1978)
- Jimmie Durham (född 1940)
- Willie Doherty (född 1959)
- Matias Faldbakken (född 1973)
- Geoffrey Farmer (född 1967, installationen Leaves of Grass)
- Mario Garcia Torres (född 1975)
- Theaster Gates
- Fernando  García-Dory (född 1978)
- Mariam Ghani (född 1978)
- Natascha Sadr Haghighian
- Tamara Henderson
- Horst Hoheisel (född 1944)
- Pierre Huyghe
- Emily Jacir
- William Kentridge
- Erkki Kurenniemi (född 1941)
- David Link (född 1971)
- Nalini  Malani (född 1946)
- Giuseppe Penone (född 1947)
- Ana Prvacki (född 1976)
- Paul Ryan (född 1943)
- Hannah Ryggen
- Charlotte Salomon (född 1943)
- Sissel Tolaas
- Jalal Toufic (född 1962)
- Lawrence Weiner
- Yan Lei (född 1965)
- Haegue Yang

## Utställningslokaler
Utställningen genomfördes i ett stort antal lokaler i staden, bland andra:

- documenta-Halle
- Karlsaue Park
- Huguenothaus
- Neue Gallerie
- Gloria-Kino
- Fridericianum
- Naturhistoriska museet Ottoneum
- Orangerie
- KulturBahnhof (Kassel Hauptbahnhof)

## Bildgalleri

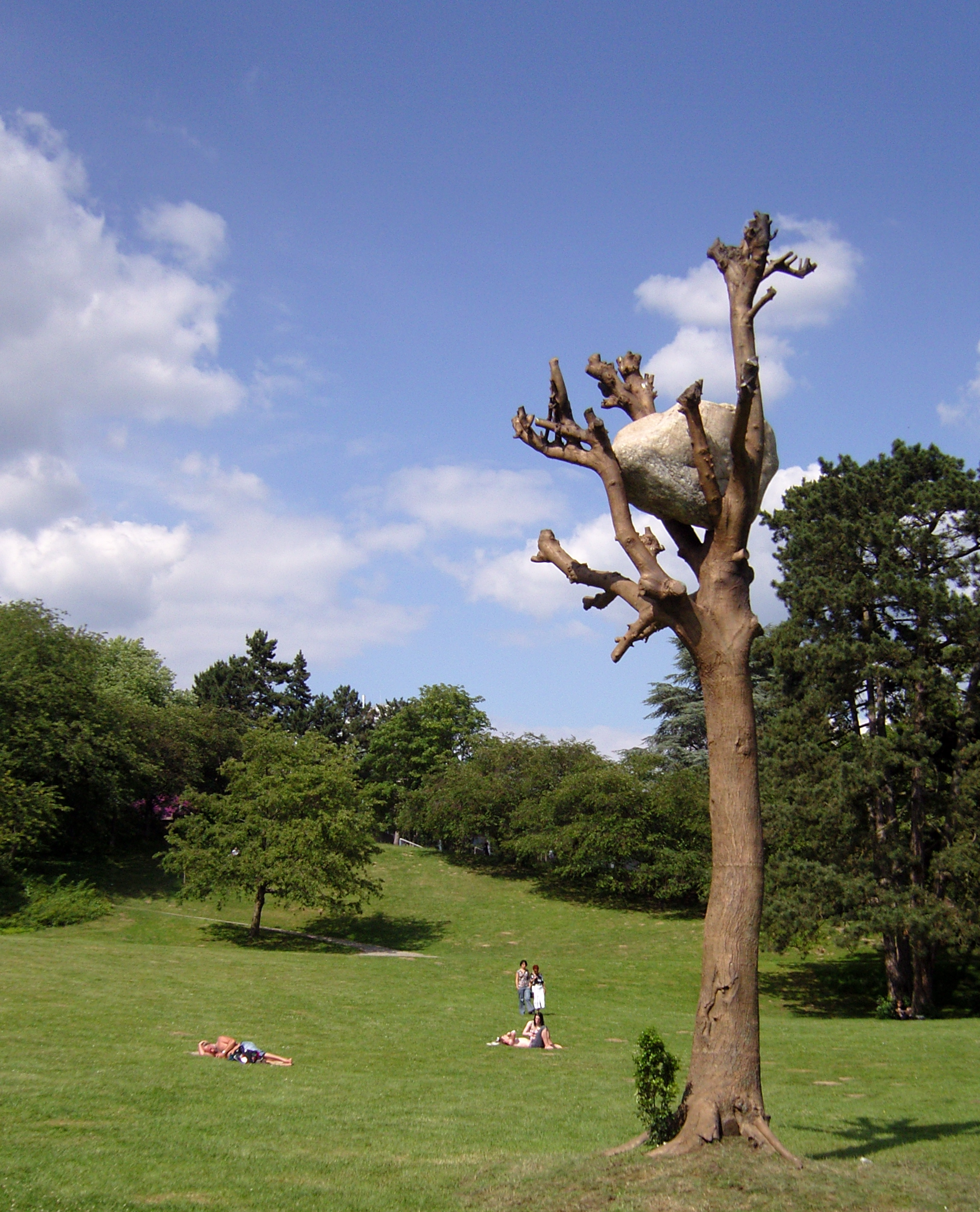
Idee di Pietra av Giuseppe Penone
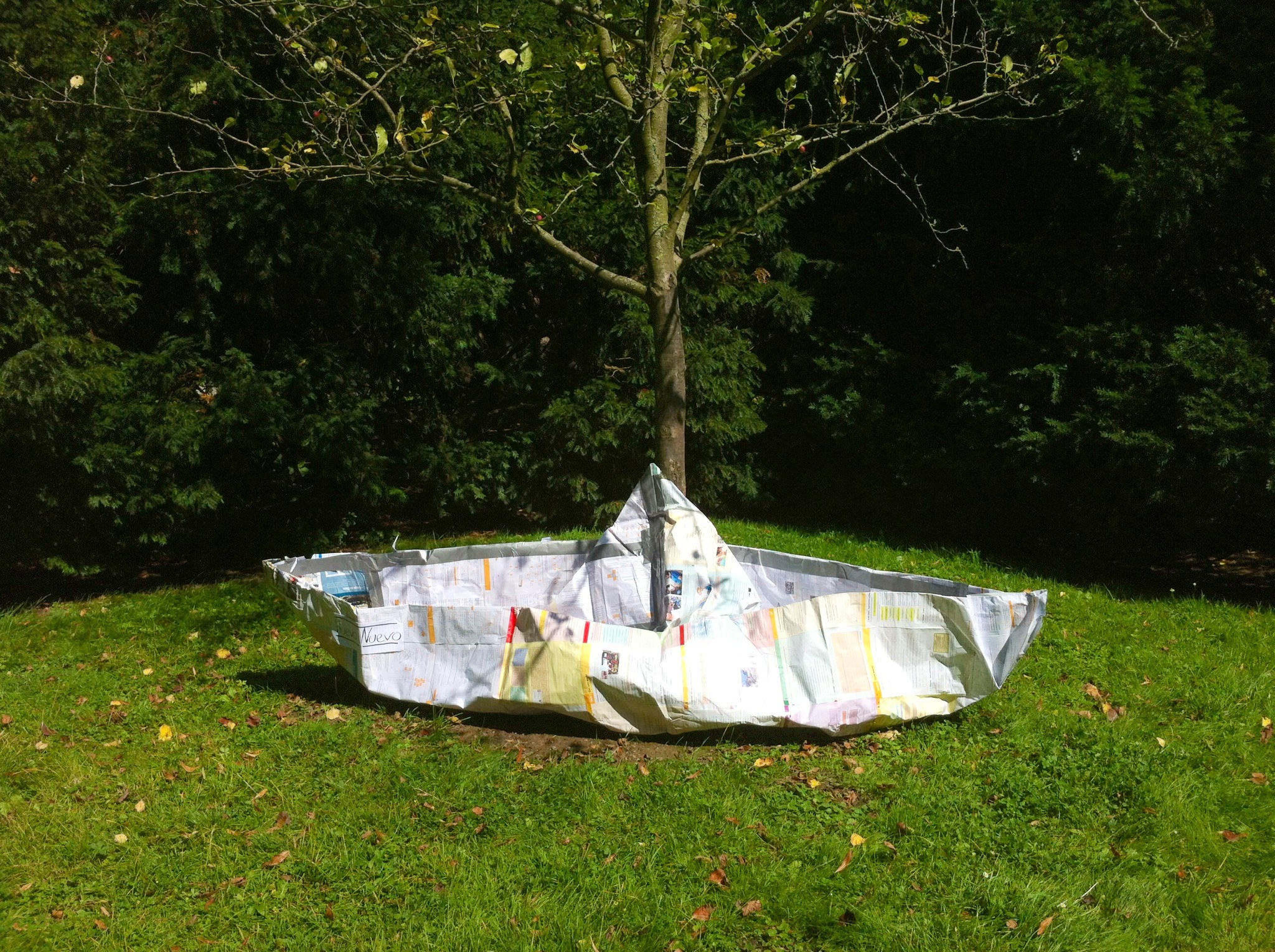
Huevo Nuevo i Karlsaue
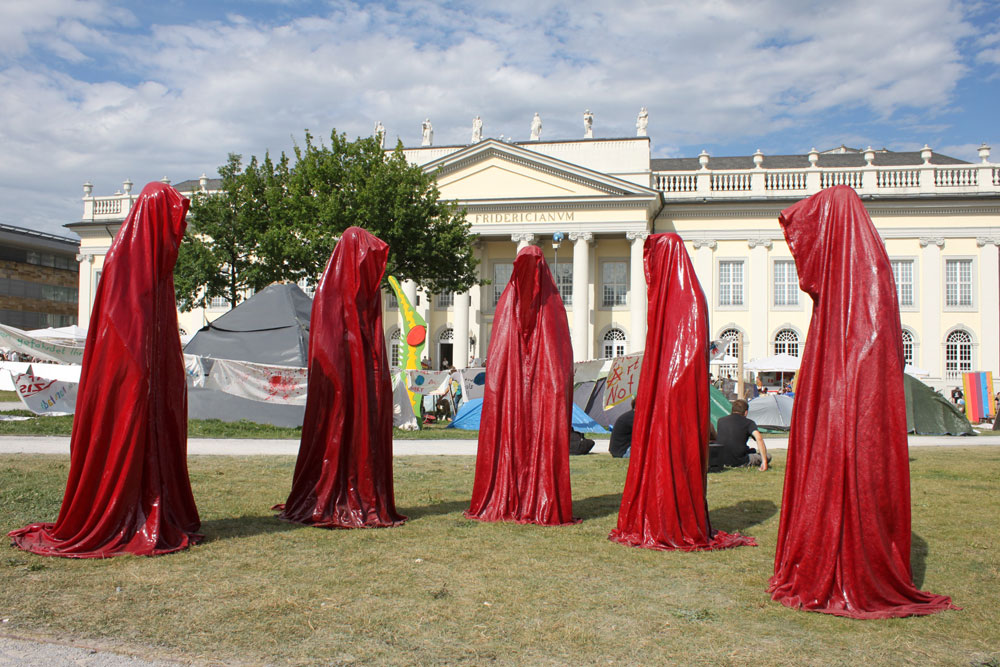
Die Waechter der Zeit av Manfred Kielnhofer
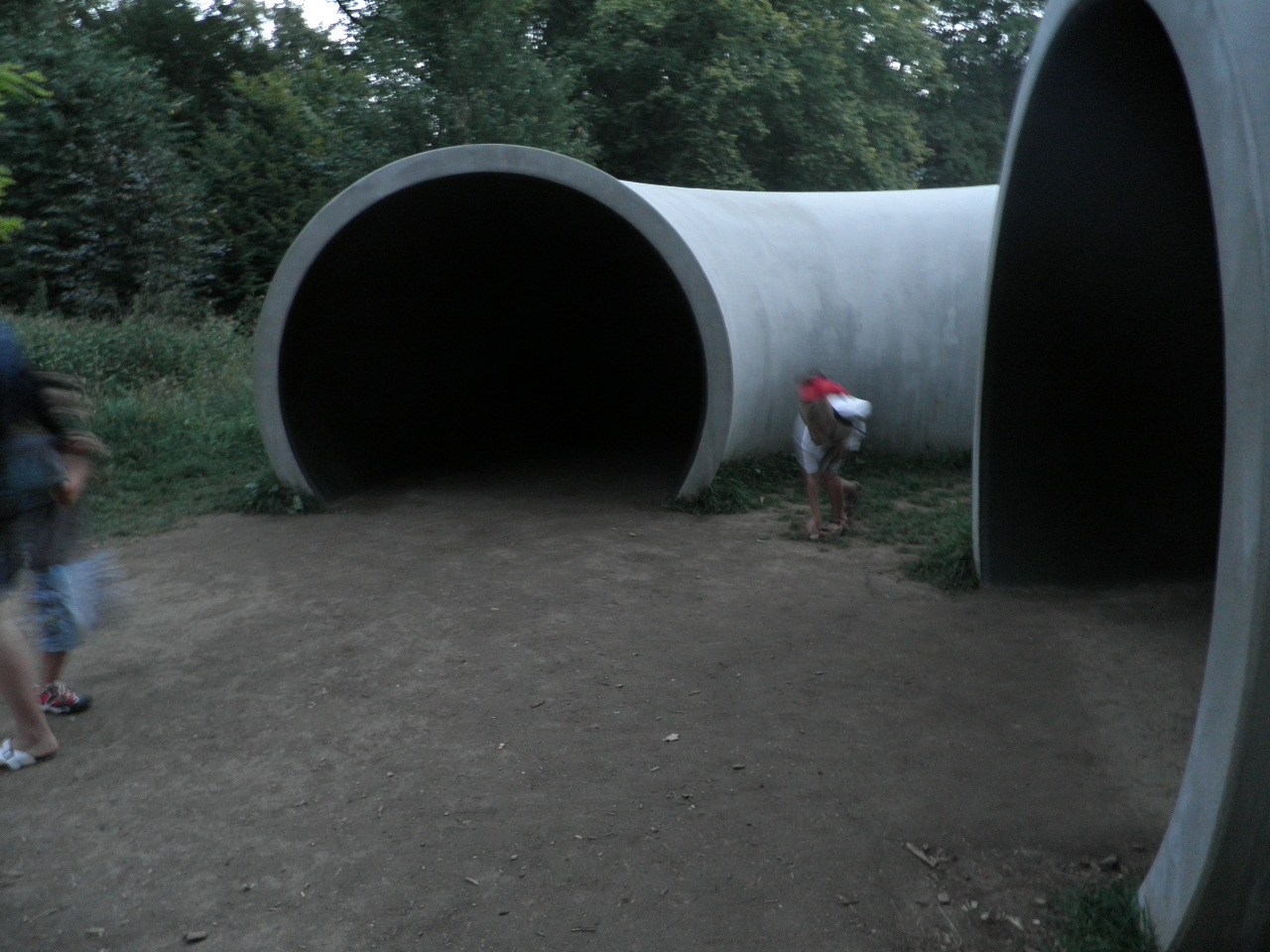
Transition 2012 av Gabriel Lester
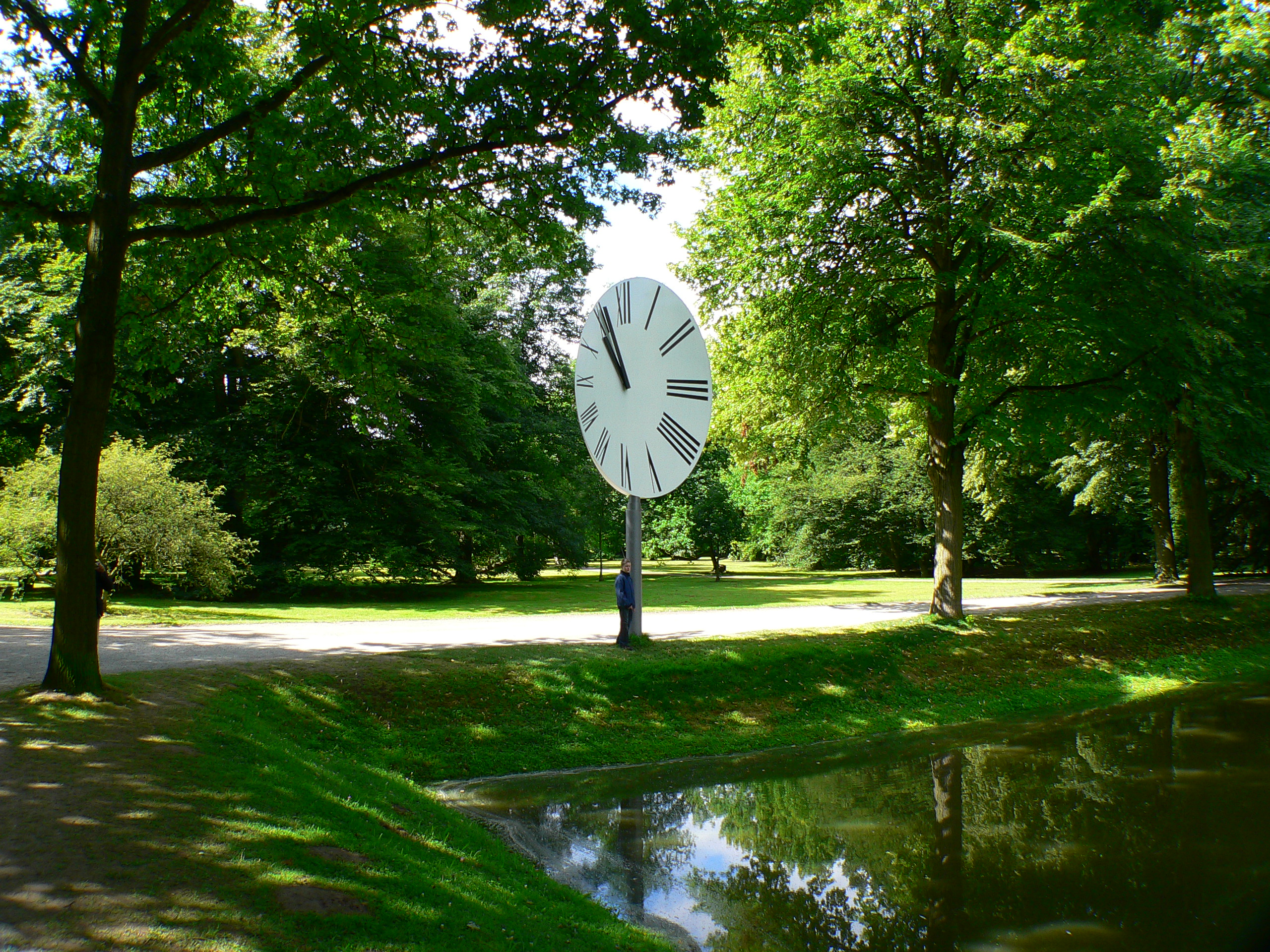
Clocked Perspective av Anri Sala i Auepark
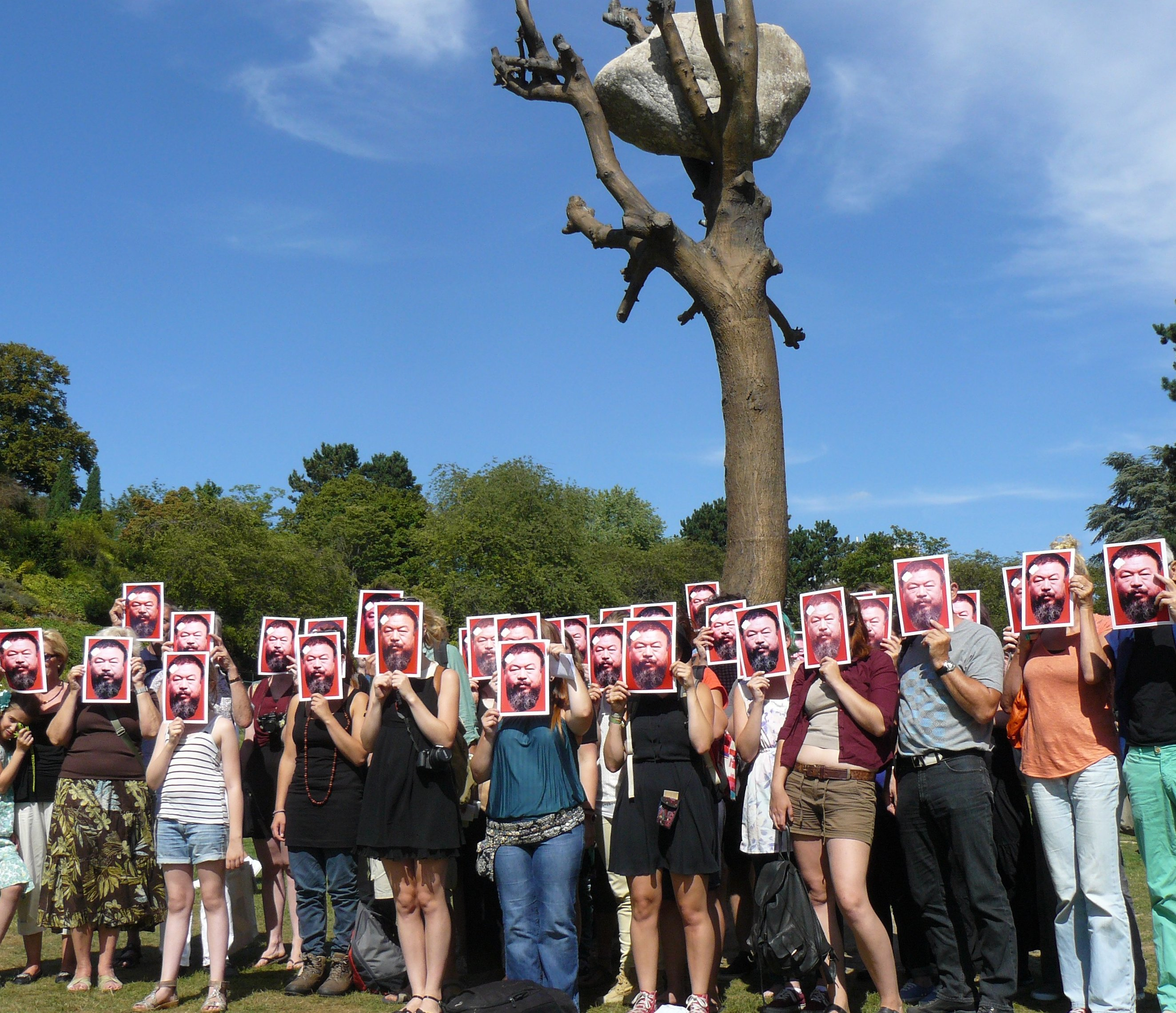
Demonstrationen "Alle für Ai Weiwei"